# Smólikas
Le Smólikas (en grec moderne : Σμόλικας), avec ses 2 637 mètres d'altitude, est le plus haut sommet du massif du Pinde, dans le Nord-Ouest de la Grèce. Il est le deuxième plus haut sommet du pays après le mont Olympe. Il est constitué d'ophiolites.
Tout au long du Pléistocène, les vallées au nord et à l'est ont été envahies par les glaciers à de nombreuses reprises. Le dernier s'est retiré il y a 11 500 ans.
Le fleuve Aóos prend sa source au sud-ouest du sommet.